# Ludovico Dolfo
Ludovico Dolfo, né le 30 juin 1989 à Trévise en Italie, est un joueur italien de volley-ball. Il mesure 1,95 m et joue réceptionneur-attaquant. Il est international italien.

## Clubs
| Club                               | De        | À         |
| ---------------------------------- | --------- | --------- |
| Sisley Volley                      | 2008-2009 | 2008-2009 |
| Pallavolo Loreto                   | 2009-2010 | 2010-2011 |
| Sisley Volley                      | 2011-2012 | 2011-2012 |
| New Mater Volley Castellana Grotte | 2012-2013 | 2012-2013 |
| Pallavolo Città di Castello        | 2013-2014 | ...       |

## Palmarès

### Club
Néant.

### Distinctions individuelles
- Meilleur attaquant du Championnat d'Europe des moins de 19 ans 2007
- Meilleur marqueur et meilleur attaquant du Championnat d'Europe des moins de 21 ans 2008